# (37206) 2000 WQ102
2000 WQ102 (asteroide 37206) é um asteroide da cintura principal. Possui uma excentricidade de 0.15740710 e uma inclinação de 14.24180º.
Este asteroide foi descoberto no dia 26 de novembro de 2000 por LINEAR em Socorro.